# علیرضا داوودی
علیرضا داوودی فعال دانشجویی چپ (دانشجویان آزادی‌خواه و برابری‌طلب)، فعال حقوق کارگران، فعال حقوق زنان، روزنامه‌نگار، دانشجوی رشتهٔ حسابداری دانشگاه اصفهان بوده‌است. وی به دلیل فعالیت‌های دانشجویی دارای سابقه بازداشت و زندان بوده و به فاصله کمی پس از آزادی از زندان در گذشته‌است؛ مرگ علیرضا داوودی از جمله مرگ‌های مشکوک به حساب می‌آید.

## برخی فعالیت‌ها
- عضومرکزی آخرین شورای صنفی دانشگاه اصفهان۸۴–۸۵
- سردبیر نشریه دانشجویی راه خاکی در دانشگاه اصفهان
- سخنگوی دانشجویان آزادیخواه و برابری طلب در اصفهان[۲]
- سخنران و سازمانده مراسم هشت مارس ۸۶ در اصفهان[۳]
- سخنران و سازمانده مراسم ۱۳ آذر سال ۸۶ در اصفهان
- سخنران مراسم اول مه سال ۸۷ در کامیاران
- فعال و سازمانده اعتراضات کارگری در اصفهان[۴][۵]

## بازداشت و زندان
علیرضا داوودی به علت فعالیت در دانشگاه در ۲۴ بهمن ماه ۸۷، هم‌زمان با بازداشت محمد پورعبدالله در تهران، در شهر شاهین‌شهر اصفهان بازداشت می‌شود. او در تاریخ ۵ اردیبهشت ۸۸ با قرار وثیقه ۱۰۰ میلیون تومانی از زندان آزاد شد.
وی پس از آزادی از زندان به دلیل شکنجه و آزار روحی و جسمی در زندان، دچار افسردگی شده بود. علیرضا داوودی پس از آزادی از زندان مصاحبه‌ای با نوید خانجانی مسئول کمیته حق تحصیل انجام می‌دهد که تنها مصاحبه وی پس از آزادی از زندان و پیش از مرگ است. در این مصاحبه علیرضا داوودی جزئیات شکنجه‌های روحی و جسمی را که در زندان به او رفته‌است فاش می‌سازد. فایل صوتی این مصاحبه پس از مرگ وی منتشر شده‌است.
منتشرکننده این مصاحبه حامد خسروی نوری نژاد بود که از دفتری که در شهرک محلاتی در شمال تهران داشت این مصاحبه را پوشش اینترنتی داد و خیلی زود در شبکه‌های اجتماعی گسترش یافت

## محرومیت از تحصیل
علیرضا داوودی دانشجوی دانشگاه اصفهان در مجموع قبل و بعد از بازداشت ۶ ترم از تحصیل محروم گردیده بود که به گفته خود وی تا سال ۸۸ در حدود ۳ سال می‌شد که از حضور در دانشگاه و ادامه تحصیل محروم بود.

## مرگ مشکوک
علیرضا داوودی در تاریخ ۷ مرداد ۸۸ در سن ۲۶ سالگی ۳ ماه پس آزادی از زندان به طرز مشکوکی در بیمارستان خورشید اصفهان درگذشت. وی ۲۰ روز قبل به دلیل مشکلات روحی در بیمارستان بستری بوده ولی هیچگونه مشکل جسمی نداشته‌است. پزشکان وی دلیل مرگ او را ایست قلبی اعلام کرده‌اند.
خانواده و دوستان علیرضا داوودی مرگ او را طبیعی نمی‌دانند و مرگ وی را از جمله مرگ‌های مشکوک فعالین در ایران به حساب می‌آورند.